# Лафорг, Жюль
Жюль Лафорг (фр.  Jules Laforgue; 16 августа 1860, Монтевидео — 20 августа 1887, Париж) — французский поэт-символист.

## Биография
Сын французских эмигрантов в Уругвае. Десятилетним был возвращен во Францию, жил и учился в Тарбе, родном городе отца. Редко видел родителей, потерял мать в 17-летнем возрасте. Провалил в Париже экзамен на степень бакалавра философии, занялся литературой. Дебютировал в печати в Тулузе (1879). Входил в литературную группу Гидропаты, дружил с Гюставом Каном.
В 1881—1886 жил в Берлине, служил чтецом французских романов и газет при императрице Августе. Затем женился в Лондоне на юной англичанке, вернулся с ней в Париж, но в скором времени скончался от туберкулёза.

## Творчество
При жизни выпустил три книги — два сборника стихотворений и драматическую поэму. Переводил Уитмена, внеся свой вклад в развитие французского верлибра. Верлен, нашедший формулу «проклятые поэты», Лафорга к ним не отнес, — потомки судили иначе.
Его поэтическая практика включается в своеобразный «лирический поход» против парнасизма, он тоже занимался опытами по раскрепощению поэтического синтаксиса, реформировал традиционные метрические формы, обновлял поэтический словарь, внося в него языковые элементы и интонации парижской улицы и т. п. Если у Верлена символистская романтика была лиричной, а у Рембо патетической, то у Лафорга преобладает ироническая интонация, причем ирония его бывает то легкомысленной, то трагичной и не щадит даже самого поэта; он лирически иронизирует над собственным пессимизмом и неприятием мира. Лафорг умер молодым и не успел развернуть своего дарования. Первая книга его «Les complaintes» («Жалобы») вышла в 1885 г.; за нею вскоре последовала вторая: «L’imitation de Notre Dame la lune». («Подражание Богоматери луне»). Произведения Лафорга изданы были Mercure de France в 1902—1903 гг. (3 тома).

## Произведения
- Les Complaintes (1885)
- L’Imitation de Notre-Dame de la Lune (1886)
- Le Concile féerique (1886, драматическая поэма)

- Des Fleurs de bonne volonté (1890)
- Derniers Vers de Laforgue (1890)
- Le Sanglot de la terre (1901)
- Premiers poèmes (1903)
- Anthologie poétique de Jules Laforgue (1952)

## Влияние
Лафорговское соединение лирики с иронией и пародией оказало глубокое воздействие на Э. Паунда и Т. С. Элиота. На стихи Лафорга писали музыку А. Соге, А. Онеггер.
Британский литературовед, профессор русской и грузинской литературы Колледжа королевы Марии Лондонского университета Дональд Рейфилд в статье «Сталин как поэт» (англ. «Stalin as Poet») (1985) отмечал сходство стихотворений юного Иосифа Сталина, созданных в 1895—1896 годах, с поэзией Жюля Лафорга, которого он с иронией называл «гротескно-лунатичным», но писал, что оно не может быть сознательным.

## Лафорг в России
На русский язык стихи Лафорга переводили В. Брюсов, Надежда Львова, И. Коневской, В. Шершеневич, К. Большаков, И. Эренбург, Б. Лившиц, Э. Линецкая, В. Шор, Р. Дубровкин и др.

## Публикации на русском языке
- Поэзия Франции. Век XIX. — М.: Художественная литература, 1985. — С. 359—366.
- Проклятые поэты. — СПб.: Наука, 2005. — С. 361—462.
- Фавн перед зеркалом (стихотворения «младших» французских символистов в переводах Романа Дубровкина). — М.: Русский путь, 2008.
- Жюль Лафорг Стихотворения и проза [избранные произведения] / Пер. с франц. Е. Баевской, Е. Блиновой, В. Брюсова, Е. Кассировой, М. Квятковской, М. Кузмина, Б. Лифшица, Э. Линецкой, А. Петровой, В. Шора, М. Яснова; сост. А. Петрова, М. Ясно; худож. Е. Саламашенко. — М.: ЗАО Фирма «Бертельсманн Медиа Москау АО», 2015. — 240 с. (Тираж 1000 экз.) ISBN 978-5-88353-666-2